# Daniel Negreanu
Daniel Negreanu (Toronto, 26 luglio 1974) è un giocatore di poker canadese di origini rumene.
Ha vinto 7 braccialetti delle World Series of Poker e 2 titoli del World Poker Tour. Nel 2013 ha vinto le World Series of Poker Asia Pacific.
Negreanu è una delle star del poker, essendo protagonista di numerosi eventi come il Million Dollar Challenge, Pokerstars Big Game, High Stakes Poker ed il Poker After Dark.

## Carriera
Negreanu è un affermato giocatore di tornei. Oltre ai titoli WSOP e WPT, ne vanta numerosi tavoli finali. L'anno di maggior successo per Negreanu è stato il 2004: è stato nominato giocatore dell'anno dalla rivista Card Player, Giocatore dell'Anno WSOP, e successivamente Giocatore dell'Anno WPT per la stagione 2004-2005.
Negreanu ha giocato con regolarità il "Big Game" nella Bobby's Room del Casinò Bellagio di Las Vegas, dove i limiti erano 4.000-8.000$ o superiori, ed i tavoli erano di Mixed Game.
Negreanu irrompe nel mondo dei tornei di poker nel 1997 con tre tornei vinti (tra i quali 2 eventi al Word Poker Finals a Foxwooda), guadagnando 71.200 dollari. Nel 1998 vince al primo torneo giocato alle WSOP il suo primo braccialetto nella specialità Pot Limit Holdem.
Tra il 2003 e il 2004 vince altri 2 braccialetti e due titoli WPT, affermandosi come uno tra i migliori giocatori della specialità e facendosi apprezzare per la sua grande simpatia e cordialità anche al tavolo da gioco.
Nel dicembre 2005 apre la sua personale poker room con il suo sito ufficiale (Full Contact Poker) che include anche il suo blog e una serie di forum sul poker. Ha giocato nella sua poker room sotto lo pseudonimo di "kidPoker".
Nel 2006 ha usato Full Contact Poker per lanciare una competizione per selezionare un "protetto", che Daniel avrebbe trasformato in un giocatore di tornei di poker live di livello mondiale, pagandogli le spese di quattro eventi con un buy-in di 10.000 dollari. Il primo "protetto" fu Brian Fidler. Nel 2007 lanciò una seconda competizione e il vincitore fu Anthony Mak.
Nel giugno 2007 Negreanu firma con PokerStars insieme ad altri giocatori del calibro di Chris Moneymaker, Joe Hachem, Greg Raymer ed altri. Il suo sito Full Contact Poker è tornato da allora ad essere un forum ed un sito d'informazione.
Il quarto braccialetto arriverà nel 2008, mentre nel 2009 ci va vicino nel Main Event delle WSOP Europe, fermandosi al secondo posto per quasi 500.000 sterline. Nel 2010 il totale delle sue vincite nei tornei dal vivo superava i 14.000.000 dollari. Oltre alle sue regolari apparizioni nel Big Game alla Bobby's Room, ha partecipato a 6 stagioni dell'High Stakes Poker.
Nel 2013 vince nuovamente il premio di giocatore dell'anno del WSOP a coronamento di un'annata straordinaria che l'ha visto arricchirsi di altri 2 braccialetti, nel Main Event delle WSOP Apac e nel High Roller delle WSOP Europe.
Nel 2013, inoltre, Daniel vince il suo primo importante torneo online, l'evento #39-H $5.200 Pot Limit Omaha 6-Max delle SCOOP PokerStars, ottenendo 216.000 dollari.
Nel 2014 è diventato il giocatore più vincente nella storia del poker sportivo, grazie al 2º posto nel "Big One for One Drop" alle WSOP 2014, che gli ha fruttato $8.288.001 e che ha portato le sue vincite totali a oltre $29.700.000.
Nel 2015 è il primo giocatore di poker a superare i 30 milioni di dollari in tornei live e in quello stesso anno trionfa nello show televisivo targato Pokerstars "Shark Cage", vincendo quasi un milione di dollari come premio.

### World Series of Poker
Il suo primo piazzamento ITM alle World Series of Poker coincide con la vittoria del suo primo braccialetto. Negreanu vince 169.460 dollari al $2.000 Pot Limit Hold'em event nelle World Series of Poker 1998, e diventa il più giovane vincitore di un braccialetto WSOP nella storia (record mantenuto fino al 2004). Negreanu ha poi vinto altri 6 braccialetti, tra cui uno nel Main Event della prima edizione della World Series of Poker Asia Pacific, uno nel High Roller delle WSOPE 2013 e l'ultimo nel prestigioso Poker Players Championship alle WSOP 2024.
Braccialetti delle WSOP
| Anno       | Torneo                                  | Vincita        |
| ---------- | --------------------------------------- | -------------- |
| 1998       | $2.000 Pot Limit Hold'em                | $169.460       |
| 2003       | $2.000 S.H.O.E.                         | $100.440       |
| 2004       | $2.000 Limit Hold'em                    | $169.100       |
| 2008       | $2.000 Limit Hold'em                    | $204.874       |
| APAC 2013  | AUS$ 10.000 No-Limit Hold'em Main Event | AUS$ 1.038.825 |
| WSOPE 2013 | €25.600 High Roller No-Limit Hold'em    | €725.000       |

### WPT
| Anno | Torneo                                   | Vincita    |
| ---- | ---------------------------------------- | ---------- |
| 2004 | $10,300 Borgata Poker Open               | $1.117.400 |
| 2004 | $15,000 Five Diamond World Poker Classic | $1.795.218 |

### Altre attività legate al poker
Al momento dell'apertura, il Wynn Las Vegas Resort ha assunto Negreanu come "Poker Ambassador", permettendogli di giocare qualsiasi posta nel casinò. L'accordo è durato fino all'ottobre 2005, quando Daniel valutò che stava limitando la propria attività, non potendo giocare per alte cifre fuori dal Wynn.
Negreanu ha giocato a poker in vari show televisivi come Late Night Poker, Poker After Dark, e High Stakes Poker; è stato inoltre commentatore nell'Ultimate Poker Challenge, ed è apparso nella terza stagione del Poker Superstars Invitational Tournament.
Nel gennaio 2007 è apparso nel reality della FOX Rob and Amber: Against the Odds, nel quale faceva da mentore al personaggio televisivo Rob Mariano nella sua strada per diventare un giocatore professionista di poker.
Nel maggio 2008 è stato pubblicato il suo libro Power Hold'em Strategy. Il libro si ispira al Super/System di Doyle Brunson, e vi sono i contributi di alcuni giocatori di poker come Evelyn Ng, Erick Lindgren, Paul Wasicka, Todd Brunson e David Williams. La sezione curata da Negreanu presenta e spiega la strategia del cosiddetto "small ball poker".
Nel frattempo ha aperto il sito "Poker VT", in cui si occupa di insegnare a giocare a poker. Negreanu ha anche collaborato al videogioco Stacked with Daniel Negreanu, seguendo la parte dedicata ai consigli per giocare in maniera efficace. Ha scritto più di 100 articoli per CardPlayer Magazine ed ha contribuito all'edizione rivisitata del libro di Doyle Brunson, Super System II. Ha collaborato con una scuola di poker online ed ha dato personalmente lezioni a personaggi famosi come Tobey Maguire.

### Altre attività
Negreanu ha interpretato un cameo, disputando una partita di poker contro il mutante Gambit nel film X-Men le origini - Wolverine. Sempre come giocatore di poker è apparso in The Grand, ed ha interpretato sé stesso nel film Le regole del gioco. Nella seconda stagione di Sport Science è riuscito a dimostrare come un giocatore di poker può ingannare anche una macchina della verità. Inoltre è anche apparso nel video musicale di Katy Perry Waking Up in Vegas, sempre come giocatore di poker.

## Vita privata
Negreanu è nato a Toronto in Ontario. I suoi genitori, Annie e Constantine, lasciarono la Romania (all'epoca sotto il regime comunista) nel 1967 per cominciare una nuova vita negli Stati Uniti ma finirono per stabilirsi a Toronto, dove Constantin trovò lavoro come elettricista e venditore di dolci. Misero su famiglia e Daniel nacque cinque anni dopo suo fratello maggiore. Pur vivendo in un ambiente tranquillo, divenne chiaro che Daniel era destinato a uno stile di vita inusuale.
Negreanu sogna di diventare un giocatore professionista di biliardo, ma a 15 anni impara a giocare a poker. A 16 passa il suo tempo nelle sale da biliardo, facendo scommesse sullo sport e giocando a carte. Poco prima del diploma abbandonò la scuola e cominciò la sua vita come giocatore d'azzardo, giocando nei casinò locali (di solito al Country Casinò e al Fundtimes) anche cercando di giocare partite illegali che si tenevano nella città. Mentre era a Toronto, Negreanu conobbe e frequentò Evelyn Ng, anche lei diventata una nota giocatrice di poker professionista. All'età di 22 anni si trasferì a Las Vegas per inseguire il sogno di diventare un giocatore professionista di poker. Non ebbe però successo, e fu costretto a tornare a Toronto per ricostruire il suo bankroll.
Nell'agosto 2005 sposa Lori Lin Weber, dalla quale divorzierà nel novembre 2007.
Negreanu si è poi stabilito a Las Vegas, Nevada. Tiene un blog su Full Contact Poker, dove esprime i suoi punti di vista e le sue sensazioni sulla vita, la politica, il mondo del poker e quant'altro. Patito di hockey su ghiaccio, dichiarò al Poker After Dark, durante il "Dream Table", che stava pensando di declinare l'invitò poiché il torneo si svolgeva nel mezzo del campionato di hockey. Lo si vede spesso indossare la maglia dei Toronto Maple Leafs e di altre squadre di hockey.
Il 23 novembre 2009 la madre di Daniel morì nel sonno dopo una malattia durata per molti mesi.

### Attivismo
Oltre alle frequenti apparizioni in eventi di beneficenza come Ante Up for Africa, che raccoglie fondi per il Darfur, Negreanu è il fondatore del Big Swing, un evento benefico legato al golf nato nel 2009.
Vegetariano dal 2000 e vegano dal 2006, nel 2015 ha prestato il suo volto per una campagna dell'organizzazione animalista PETA in favore del veganismo.

## Filmografia parziale

### Produttore
- Skin, regia di Guy Nattiv (2018)

### Attore
X-Men le origini - Wolverine, regia di Gavin Hood (2009)